# Ried im Traunkreis
Ried im Traunkreis ist eine Gemeinde in Oberösterreich im Bezirk Kirchdorf im Traunviertel mit 2927 Einwohnern (Stand 1. Jänner 2024).

## Geografie
Die Gemeinde liegt auf 469 m Höhe im Traunviertel. Die Ausdehnung beträgt von Nord nach Süd 7,2 km und von West nach Ost 7,7 km. Die Gesamtfläche beträgt 31 km². 9 % der Fläche sind bewaldet und 81,3 % der Fläche werden landwirtschaftlich genutzt.

### Gemeindegliederung
Das Gemeindegebiet umfasst elf Ortschaften (in Klammern Einwohnerzahl Stand 1. Jänner 2024):
- Großendorf (364)
- Hammersdorf (6)
- Maidorf (7)
- Penzendorf (64)
- Pesendorf (160)
- Ried im Traunkreis (1519)
- Rührndorf (173)
- Schachadorf (72)
- Voitsdorf (361)
- Weigersdorf (92)
- Zenndorf (109)

Die Gemeinde besteht aus vier Katastralgemeinden:
- Ried im Traunkreis
- Rührndorf
- Voitsdorf
- Zenndorf

Die Gemeinde gehört zum Gerichtsbezirk Kirchdorf an der Krems.

### Nachbargemeinden
Ried wird im Norden von der Gemeinde Sattledt und im Nordwesten von Eberstalzell begrenzt. Diese Gemeinden gehören bereits zum politischen Bezirk Wels-Land. Somit bildet Ried eine Grenze zwischen den Bezirken Kirchdorf und Wels-Land. Im Osten grenzt Ried an Kremsmünster, im Süden an Wartberg. Der südwestliche Nachbar ist die Gemeinde Pettenbach.
|              | Sattledt                                    | Kremsmünster          |
| Eberstalzell | Kompassrose, die auf Nachbargemeinden zeigt |                       |
| Pettenbach   |                                             | Wartberg an der Krems |

## Geschichte

### Frühe Besiedlung

#### Jüngere Steinzeit
Schon in der Jungsteinzeit gab es in der Nähe der Ortschaft Neudorf eine kleine Siedlungsstelle. Es wurden dort viele Steinbeile aus Serpentin, Klopf- und Reibsteine und auch viele Keramikfragmente gefunden.

#### La-Tène-Zeit
Ca. 600 Jahre v. Chr. zogen Kelten aus dem heutigen Frankreich über den Rhein bis an die Donau. Keltische Namen wie Alm, Traun, aber auch ein Fund einer keltischen Goldmünze (Rolltierstater) in Kematen an der Krems lassen annehmen, dass auch die Gegend von Ried schon zur Keltenzeit bewohnt war.

#### Römerzeit

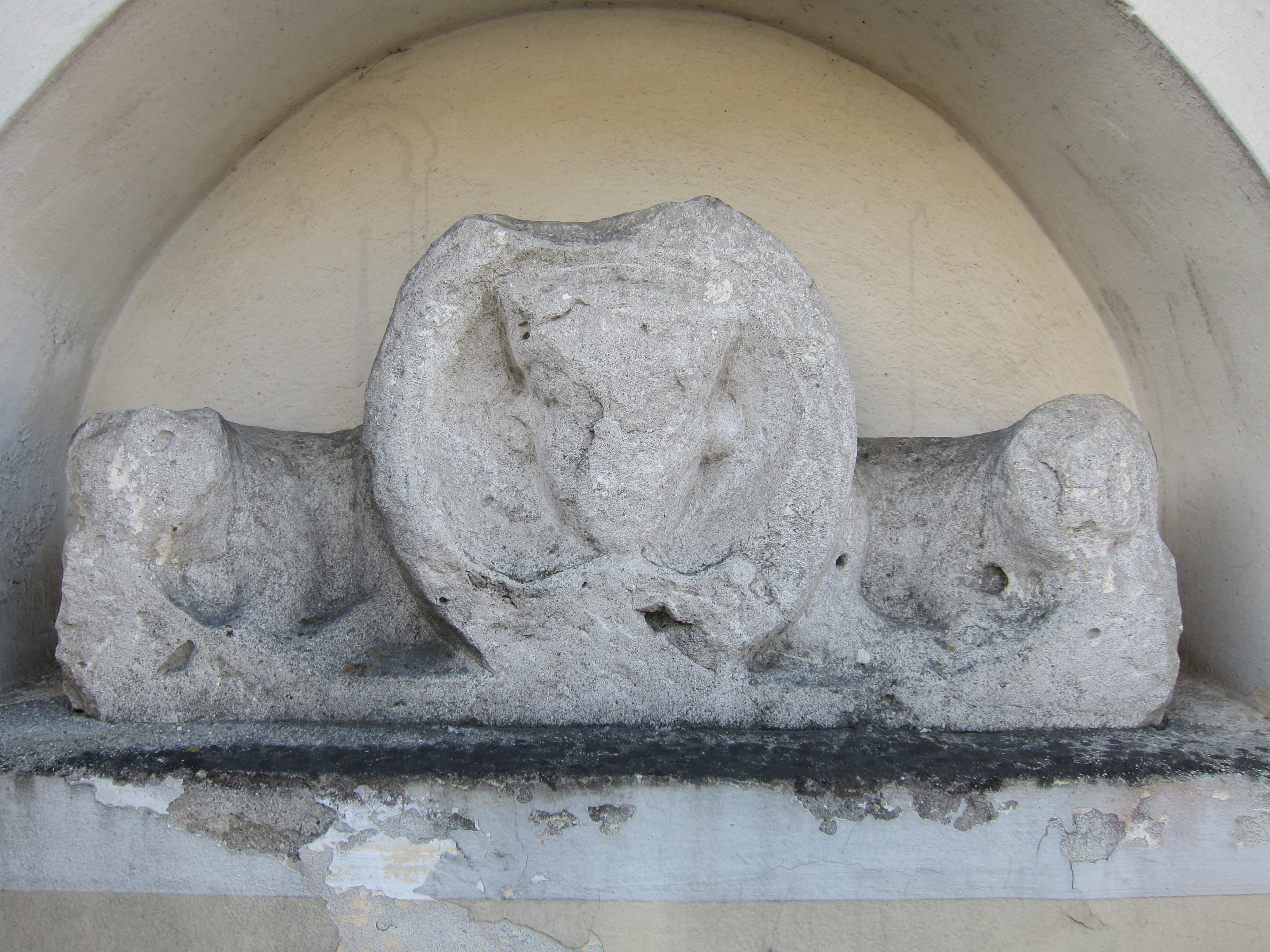
Römisches Grabmedaillon in der Friedhofsmauer der kath. Pfarrkirche hl. Nikolaus

Bereits zur Römerzeit lag Ried auf der Hauptverbindung von Wels zum Pyhrnpass. Es handelte sich um eine Via Militaris. Die wahrscheinlichste Streckenführung führte von Wels (Ovilava) über Steinhaus kommend entlang des Aiterbaches nach Pettenbach. Ein in der Außenseite der Friedhofsmauer eingelassener Römerstein, der ein Medaillon mit Kopf einer einheimischen Frau mit Modiushaube, flankiert von liegenden Löwen zeigt, sowie eine Münze des Kaisers Probus (282 n. Chr.), die auf einem Acker in Ried im Traunkreis 1850 gefunden wurde, zeugen von dieser Zeit. Der bedeutendste römerzeitliche Fund ist der Rest eines Mithrastempels in einer ehemaligen Schottergrube.

### Mittelalter

#### Bajuwaren und Slawen
Mitte des 6. Jahrhunderts drangen die Bajuwaren (Bayern) in das Gebiet ein. Anfang des 7. Jahrhunderts kamen von Süden slawische Siedler. Vorrangig siedelten die Bajuwaren im Alpenvorland, wogegen sich die Slawen in den Gebirgstälern niederließen. In der Gegend um Ried wurden beide Volksstämme ansässig.
777 gründete Herzog Tassilo III. das Stift Kremsmünster und vom Kloster aus wurde die Gegend urbar gemacht.
Gerade die Nähe des Klosters brachte eine frühzeitige Kultivierung, welche durch Slawen, aber auch durch bayrische Kolonisten erfolgte.

#### Die erste urkundliche Erwähnung
Die erste urkundliche Erwähnung von Ried erfolgte im Jahr 993 in einem Vertrag zwischen Graf Arnold von Wels-Lambach und Bischof Christian von Passau, bei dem es über die Rückgabe von Ländereien ging die sich Wels-Lambach nach den Ungarneinfällen vom Stift Kremsmünster einverleibt hatte.
Im Original hieß es:

“Conoucatis itaque in eadem predia non paucis amborum amicis idem iam dictus Arnoldus comes, quod sibi inscienter ursurpauit, prosus in posterum abdiuit duobus in Stainfeld receptis mansis et loco Rivt a quodam illius monasterri servo Mazilino nomine exculto et noualia suo sclauo nomine Wenco posseo.”

„[…] verzichtete der schon erwähnte Graf Arnold für die Zukunft völlig auf das, was er unwissentlich usurpiert hatte, nachdem er 2 Mansen im Steinfeld erhalten hatte, sowohl auf den Ort Rivt, der von einem Hörigen des Klosters Mazilinus gerodet worden war, als auf einen Neubruch im Besitze seine Sklaven Wenco.“

#### Ursprung des Ortsnamens
Der Name Ried leitet sich von älteren Schreibweisen Rivt, Riut, Reuth ab und bedeutet „gerodetes Gebiet“.
roden, nd., reuten od. „Rodung“ (Entfernen der Bäume mitsamt der Wurzel): -rod(e)-, -roden- (Rodenkirchen), mit -ing am Harz zu -ingerode/-igerode (Wernigerode), -rohd/t, rothe (diese aber auch zu Rotte „Weiler“); Roid, -roith; Rott; Röd/t/dt; -rad(e)-, -raht, -rath; -raut(er); -ray; Reit, Reith, -greith, -rheid; -reut(h)- (Reutlingen, Bayreuth), Reute, Reutte; Ried, -rieth (diese aber auch zu Ried „Röhricht“); ruid/t; rüti, rhüti (in der Schweiz)

### Neuzeit

#### Bauernaufstände
Im Jahre 1596 beteiligten sich auch Rieder am Zweiten Oberösterreichischen Bauernaufstand (1595–1597). Am 16. November 1596 wurde in der Taverne zu Strienzing eine Versammlung abgehalten. Es wurde ein „öffentlicher Verruf“, dass jeder Bauer und Einwohner, der ein Mann und Schwert tragen könne, mit seiner Hauswehr am 18. November 1596 bei der Pfarrkirche zu erscheinen habe, beschlossen. Die Bauern wurden unter Androhung von „Kopfabschlagen und Hausabbrennen“ zum Aufruhr gezwungen.
Am 19. November 1596 zog man unter der Führung des Bauernhauptmannes Georg Tasch, einem abgehausten Gastwirt aus Pettenbach, gegen das Stift Schlierbach. Georg Tasch und andere Anführer wurden 1599 nach der Belagerung von Steyr gefangen genommen und im September 1599 hingerichtet.
Am Bauernaufstand von 1626 (Oberösterreichischer Bauernkrieg) dürften sich kaum Rieder beteiligt haben, denn die Bevölkerung musste vieles durch die Aufständischen ertragen.

#### Pest
Die Pest forderte viele Opfer, es ist überliefert, dass auch in Ried viele an der Seuche verstarben. Große Sterblichkeit verzeichnete man 1677 (65), 1684 (108), 1685 (60), 1694 (97). Im Jahr 1713 starben 290 Personen, davon 270 an der Pest.

#### Franzoseneinfälle
Während der Napoleonischen Kriege – Koalitionskriege, war der Ort 1801, 1805 und 1809 mehrfach besetzt. Auch kam es zu Übergriffen an der Bevölkerung und zahlreichen Plünderungen.

#### Ried wird eine selbständige Gemeinde
1848 gab es außer den freien Märkten wie z. B. Wels keine politischen Gemeinden. Es existierten aber sogenannte Steuergemeinden (seit Einführung des Katasters unter Maria Theresia, 1752). In Ried gab es zu diesem Zeitpunkt vier Steuergemeinden: Ried, Voitsdorf, Zenndorf und Rührndorf. Auch erfolgte die Aufhebung der Grundherrschaft, die politischen Bezirke und Gemeinden wurden gebildet, und 1850 wurde erstmals ein Bürgermeister gewählt.

##### Ende der Grundherrschaften
| Grundherrschaft (1948) | Anzahl |
| ---------------------- | ------ |
| Stift Kremsmünster     | 125    |
| Burg Wels              | 96     |
| Pernstein              | 21     |
| Steinhaus              | 20     |
| Scharnstein            | 8      |
| Schlierbach            | 6      |
| Leonstein              | 6      |
| Lauterbach             | 5      |
| Seisenburg             | 5      |
| Hartheim               | 4      |
| Achleiten              | 3      |
| Spitalam Steyr         | 3      |
| Bad Hall               | 3      |
| Almegg                 | 2      |
| Bruckamt Wels          | 2      |
| Pfarrhof Ried          | 2      |
| Eggendorf              | 1      |
| Feyregg                | 1      |
| Garsten                | 1      |
| Pfarrhof Lichtenegg    | 1      |
| Stift Lambach          | 1      |
| Gesamtzahl             | 316    |

Hans Kudlich (1823–1917), Abgeordneter zum Reichstag, stellte 1848 einen Antrag auf Aufhebung des Untertanenverhältnisses, das einhellige Zustimmung fand und mit kaiserlichem Patent per 7. September 1848 vollzogen wurde. Er wurde von 13 oberösterreichischen Bauern unterstützt, die an der sogenannten „Bauernbefreiung“ teilgenommen haben, darunter von Michael Klausner, dem ersten Bürgermeister von Ried.
Ihnen und Hans Kudlich ist zu verdanken, dass sich in Österreich ein freier Bauernstand entwickeln konnte.

### Seit dem 20. Jahrhundert

#### Erster Weltkrieg
Wie überall herrschte zu Beginn des Ersten Weltkrieges anfangs große Euphorie und die Meinung, dass Serbien schnell besiegt sei. Trotz des Mangels an Arbeitskräften und Zugtieren konnte aufgrund des Wetters eine verhältnismäßig gute Sommerernte 1914 eingebracht werden. 1916 erregte eine Mehlpreiserhöhung allgemein die Gemüter. Am 4. Jänner 1917 wurden die zwei größten Glocken herabgelassen und später eingeschmolzen. Anfang 1918 mussten die 18-Jährigen noch zu Stellung. Während im März 1918 die ersten Soldaten nach dem Friedensschluss mit Russland und Rumänien aus der Kriegsgefangenschaft heimkehrten, mussten die Jungen noch einrücken.

#### Zwischenkriegszeit
Nach dem Ende des Ersten Weltkrieges war die Not allgegenwärtig. Bedarfsgüter aller Art fehlten. Der Geldverfall erreichte im Herbst 1922 seinen Höhepunkt. Am 1. April 1925 wurde die Schillingwährung eingeführt. Trotzdem verschlechterte sich die wirtschaftliche Situation weiterhin, so war auch die Weltwirtschaftskrise für die Bevölkerung spürbar. Insgesamt kamen 65 Männer nicht zurück in die Heimat. Den Gefallenen und Vermissten des Ersten Weltkrieges wurde in der Eingangshalle der Pfarrkirchen ein Denkmal gesetzt.

#### Die Zeit des Nationalsozialismus
Nach dem Einmarsch der deutschen Wehrmacht am 13. März 1938 in Österreich wurden die Gemeindetage am 13. März 1938 aufgelöst und die Gemeinde gehörte fortan zum „Gau Oberdonau“. Am 15. März 1938 erfolgte die erste Sitzung des neuen NS-Gemeinderates. Bei der Volksabstimmung zum Anschluss Österreichs an das Deutsche Reich wurde unter Druck und Eindruck damaliger Verhältnisse eine Zustimmung von fast 100 % erreicht. Im August des Jahres 1939 wurden Lebensmittelkarten und Bezugsscheine eingeführt.

#### Zweiter Weltkrieg
Am 23. Februar 1944 wurden nach Luftkämpfen acht amerikanische Flieger gefangen genommen und nach Wels überstellt. Bei diesem Kämpfen stürzte ein deutsches Jagdflugzeug in Prachersdorf auf einer Wiese ab. Am 5. November 1944 trafen 176 Flüchtlinge aus dem Banat ein und wurden in der Schule untergebracht. Am 5. Mai 1945 besetzten amerikanische Einheiten kampflos die Gemeinde Ried. Die Amerikaner blieben für 14 Tage im Ort. Die Gemeindevertretung, welche vor dem Kriege fungierte, und Bürgermeister Pimmingsdorfer wurden wieder eingesetzt. Insgesamt 140 Gefallene und Vermisste sind zu beklagen, festgehalten sind deren Namen beim Kriegerdenkmal beim oberen Friedhofseingang.

#### Gemeinde seit 1946
Ried konnte sich im Laufe der letzten Jahrzehnte von einer primär landwirtschaftlich geprägten Gesellschaft zu einem Ort mit reger Gewerbe- und Industrietätigkeit entwickeln. Trotz alledem ist der Agrarbereich noch immer stark vertreten.

### Bevölkerungsentwicklung
| Jahr                      | Einwohner |
| ------------------------- | --------- |
| 1870                      | 1.945     |
| 1900                      | 1.834     |
| 1920                      | 2.010     |
| 1934                      | 2.120     |
| 1961                      | 2.019     |
| 1971                      | 1.973     |
| 1981                      | 2.106     |
| 1991                      | 2.262     |
| 2001                      | 2.412     |
| 2011                      | 2.647     |
| 2021                      | 2.849     |
| Quelle: Statistik Austria |           |

Das Bevölkerungswachstum der letzten drei Jahrzehnte geht auf eine sehr positive Wanderungsbilanz zurück, die Geburtenbilanz ist nahe null.

## Kultur und Sehenswürdigkeiten
- Katholische Pfarrkirche Ried im Traunkreis hl. Nikolaus
- Filialkirche Weigersdorf: Um 903 stand an der heutigen Stelle eine einfache Holzkapelle. 1162 weihte Bischof Konrad von Passau die Kirche zu Ehren des Heiligen Jakobus des Älteren. Etwa im Jahr 1437 dürfte unter Abt Ulrich mit dem Bau des Presbyteriums in der heutigen Gestalt begonnen worden sein. Im selben Jahr wurde die Kapelle in Weigersdorf (St. Jakob) einverleibt. Urkundlich bewiesen ist jedoch die Vollendung im Jahre 1476. Denn am 21. August 1476 wurde sie vom Weihbischof Albert von Passau feierlich geweiht. Weigersdorf gehört ebenso wie die Mutterkirche der Spätgotik an. Beide sind zweischiffige Hallenkirchen mit einer vollständigen symmetrischen Anlage. Die Kirche besitzt heute drei Altäre und eine Kanzel, welche aus der Barockzeit stammen.

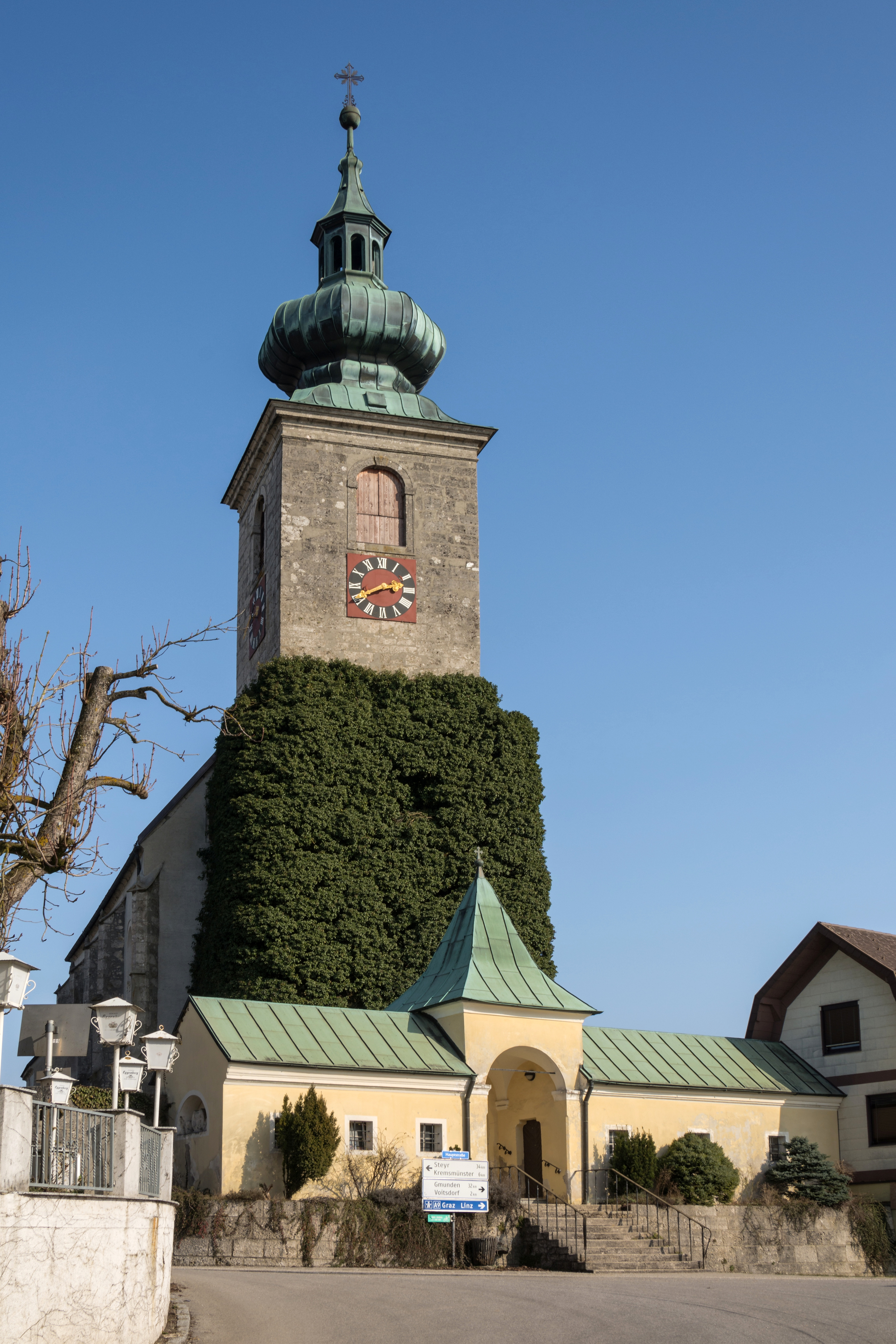
Kath. Pfarrkirche hl. Nikolaus
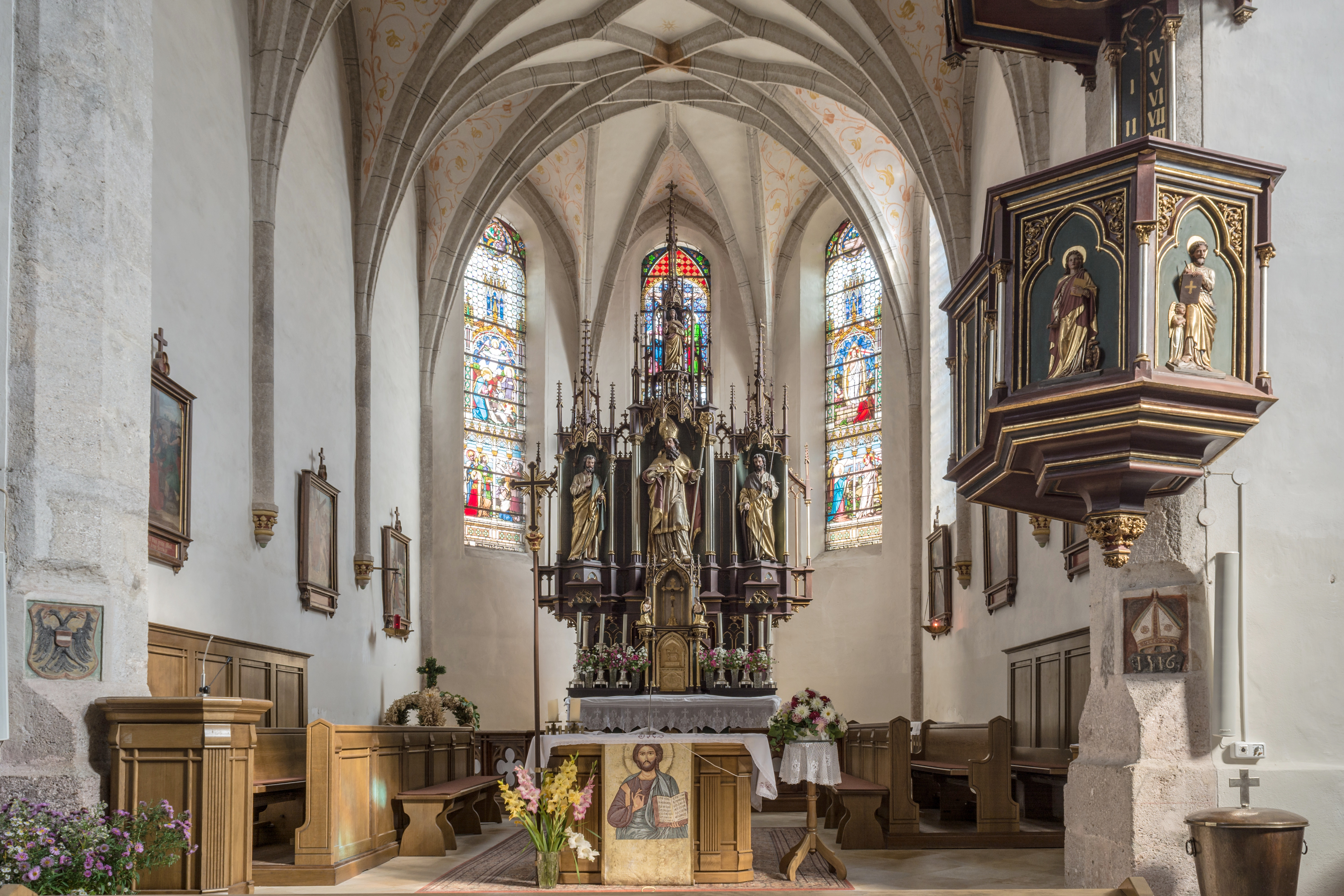
Chor der Pfarrkirche
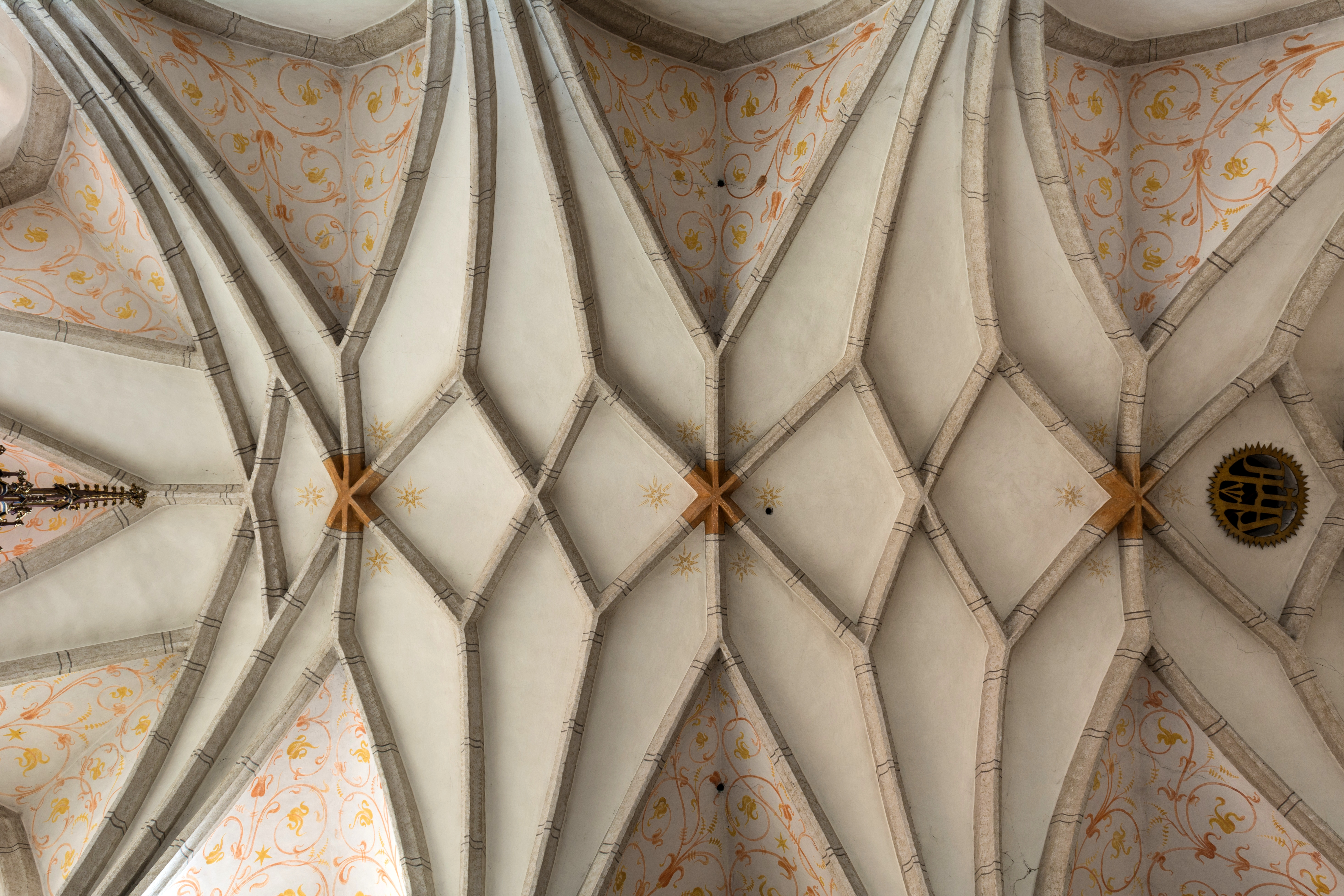
Netzrippengewölbe im Chor
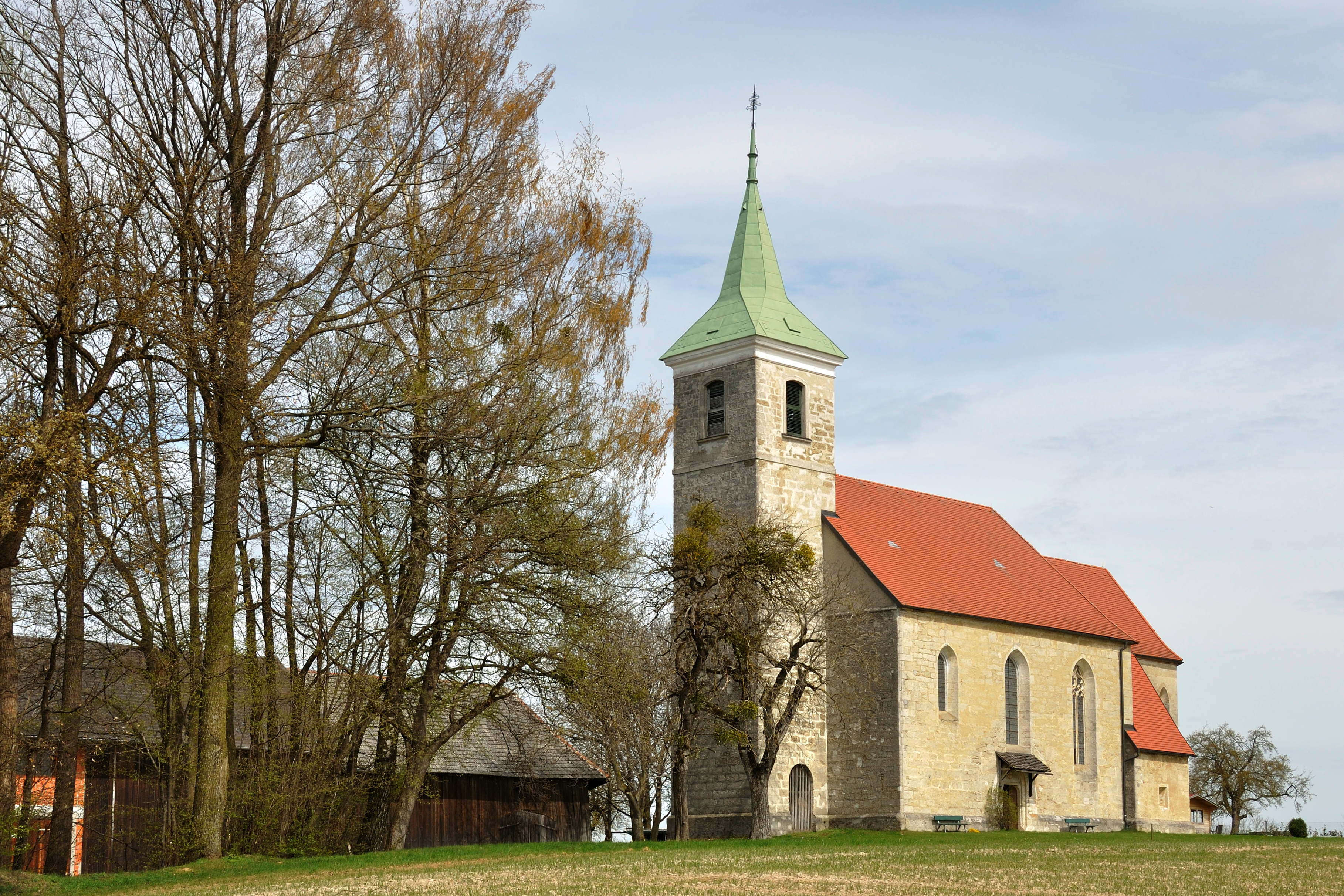
Kirche Weigersdorf
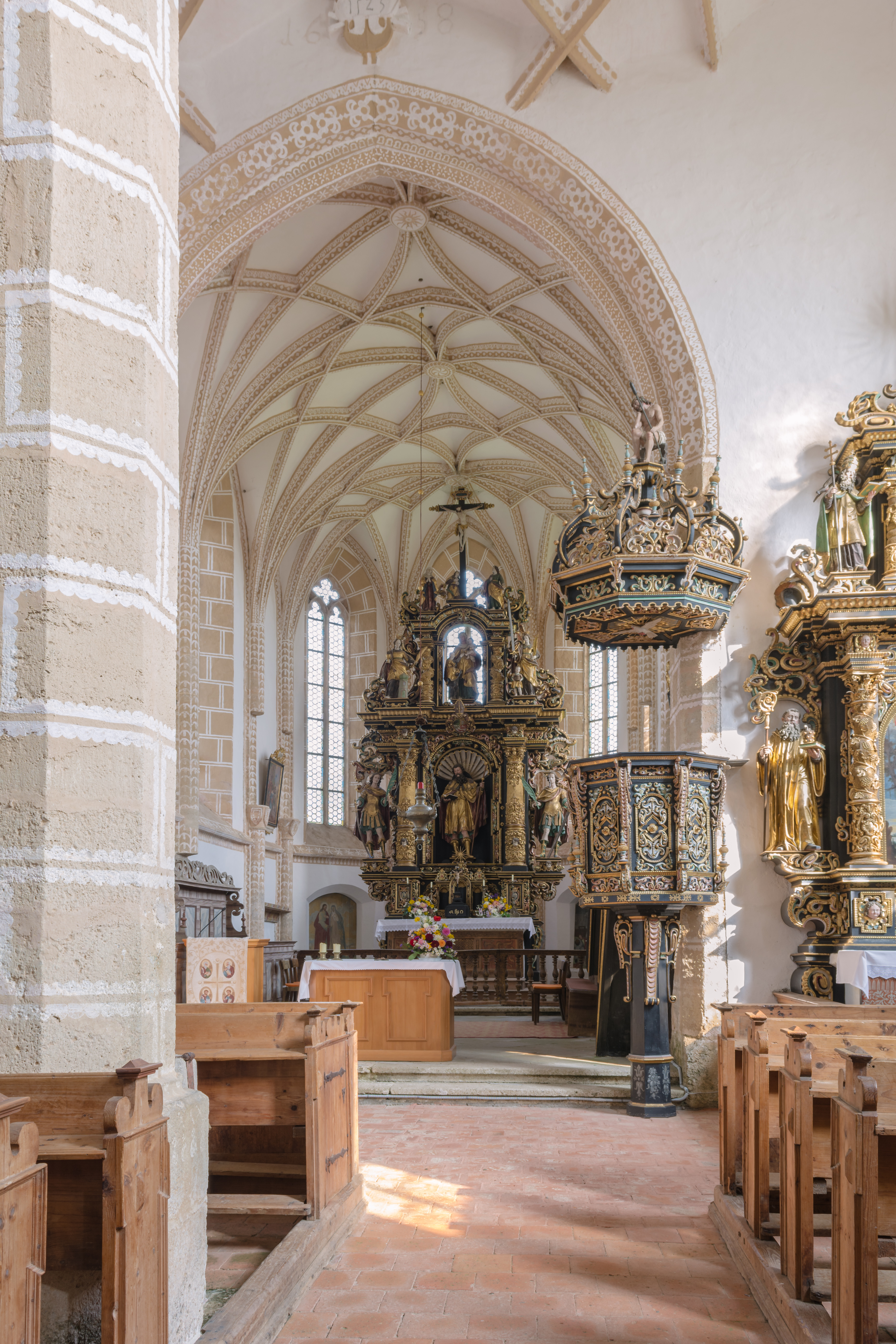
Altar der Kirche in Weigersdorf
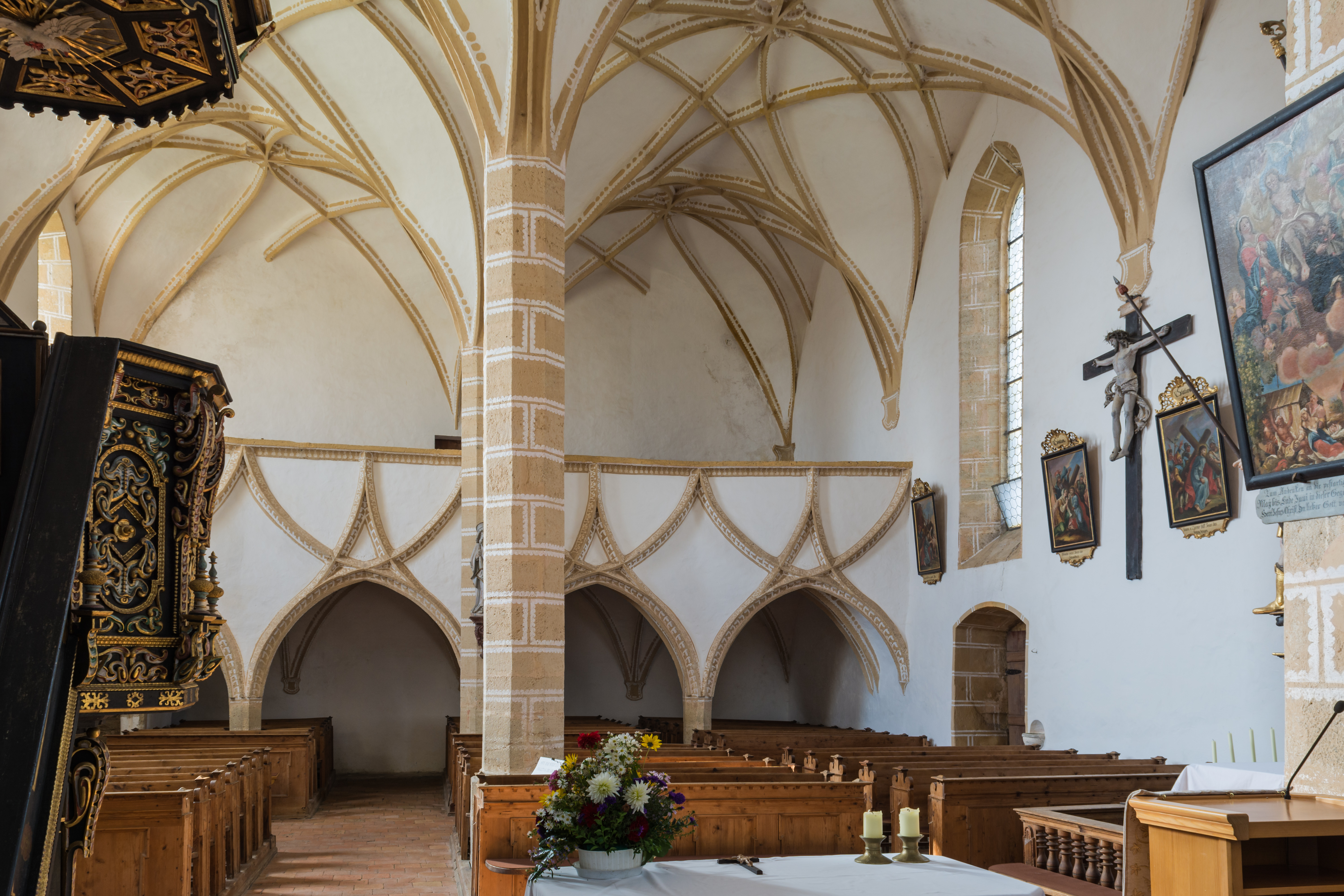
Empore der Kirche in Weigersdorf

- Schloss Rechberg: In der Ortschaft Rührndorf stand auf einer Anhöhe am linken Ufer des Aiterbaches ein Schloss namens Rechberg, wie noch jetzt bestehende Benennungen als Hofmühle, Schloßleiten, Schenk- und Baderhaus, Ober- und Niedermeaier beweisen und Spuren von Burggräben bestätigen. Ob es der Stammsitz der Herren von Rechberg war, von welchen wir 1170 Dimo, 1176 Konrad, 1189 bis 1206 Heinrich, 1245 bis 1247 die Brüder Herman und Ottokar und die Brüder Wluinch und Friedrich von Rechpoerch finden, ist nicht bekannt, aber wahrscheinlich. Rechberg kam nach dem Aussterben der Rechberger an die Losensteiner, die im Jahre mit der Gabe des in der Nähe befindlichen Gatterhofes an das Kloster Garsten einen Kaplan in der Kirche zu Losenstein stifteten. In der Folge war Rechberg im Besitz der Polheimer. Die Brüder „Wickhard und Pilgram, die Polheimer von Rechberg“, die auch die am Unterlaufe des Aiterbaches liegende Herrschaft Steinhaus besaßen, verkauften 1357 ihrem Onkel Georg von Volkersdorf ein Gut auf der „Oede“ und „eines“ im Rollenpache bei Weißenberg in der Puckinger Pfarre. Kurze Zeit darauf (1363) war Rechberg im Besitz der Meurl. Wann das Schloss verödete, ist nicht bekannt.

- Legende um das Schloss Rechberg: Die Sage erzählt, dass zwei Brüder aus der Familie über ihren Besitz in so erbitterten Streit gerieten, dass sie einander bis in den Tod verfolgten. Als sie in der Pfarrkirche von Ried zusammentrafen, erstach einer den anderen hinter dem Hochaltar. Wegen dieser Gräueltat war der Gottesdienst in der entweihten Kirche auf lange Zeit aufgehoben und das Pfarrvolk in der Kirche nach Weigersdorf beschieden. Da aber ein großer Teil der Pfarrbewohner von dieser zu weit entfernt war, so wurde er der Pfarre Wartberg einverleibt, von welcher nur mehr, und zwar erst im Jahre 1785, die Ortschaft Voitsdorf wieder zu Ried kam.

## Wirtschaft und Infrastruktur

### Verkehr
- Straße: Durch das Gemeindegebiet führen in Nord-Süd-Richtung die A 9 Pyhrnautobahn und die B 138 Pyhrnpaßbundesstraße, in Ost-West-Richtung die L562 Kremsmünsterer Landstraße. Darüber hinaus gibt es Bezirks-, Gemeinde-, Zufahrtsstraßen und Ortschaftswege. Der größte Teil des Straßennetzes ist staubfrei (asphaltiert). Das Straßennetz umfasst eine Gesamtlänge von rund 120 km.
- Bahn: Anschluss an das Eisenbahnnetz besteht durch drei Haltestellen der Almtalbahn nach Wels.

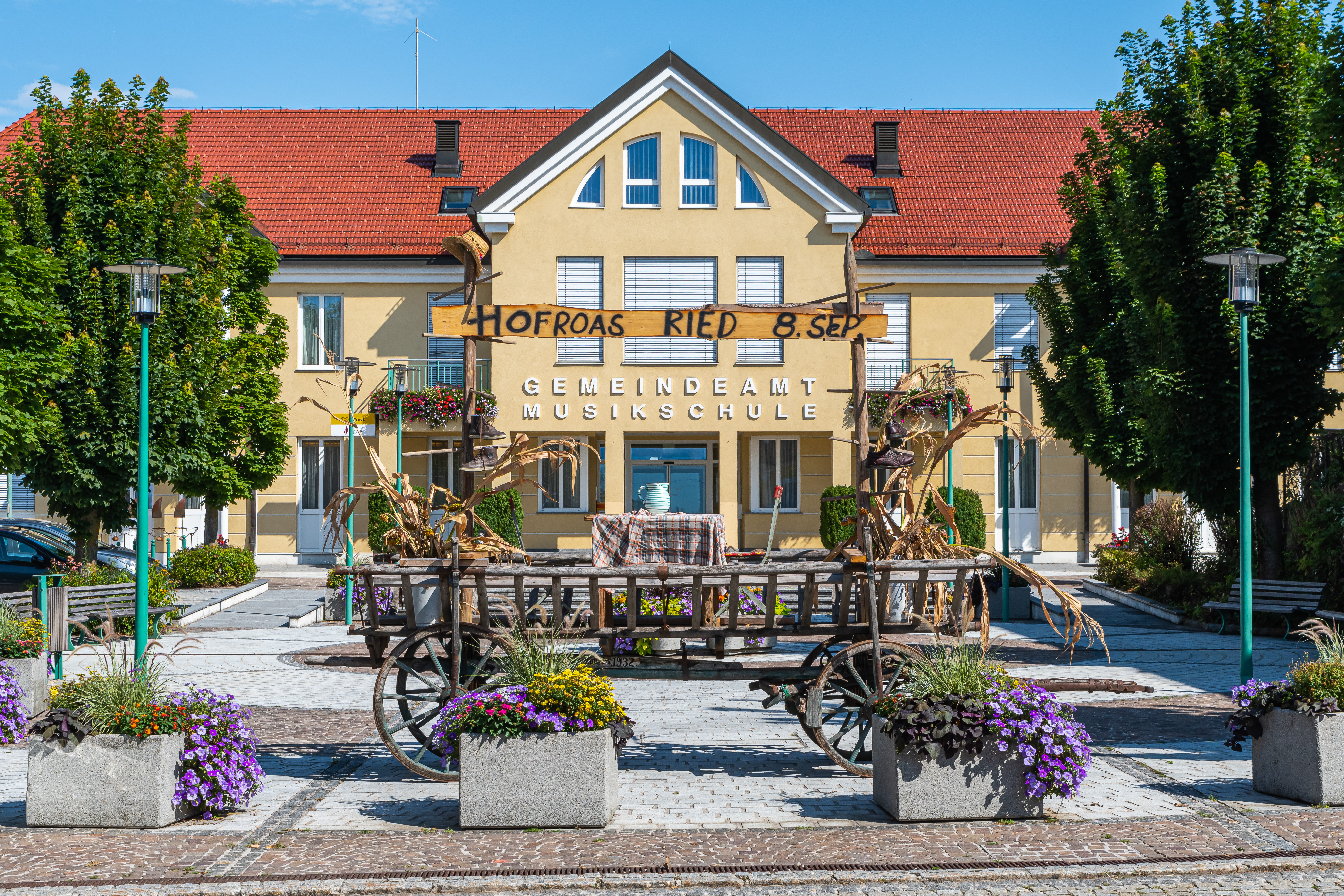
Gemeindeamt

## Politik
Der Gemeinderat hat 25 Mitglieder.
- Mit den Gemeinderats- und Bürgermeisterwahlen in Oberösterreich 2003 hatte der Gemeinderat folgende Verteilung: 14 ÖVP, 8 SPÖ und 3 FPÖ.[8]
- Mit den Gemeinderats- und Bürgermeisterwahlen in Oberösterreich 2009 hatte der Gemeinderat folgende Verteilung: 16 ÖVP, 5 SPÖ und 4 FPÖ.[9]
- Mit den Gemeinderats- und Bürgermeisterwahlen in Oberösterreich 2015 hatte der Gemeinderat folgende Verteilung: 13 ÖVP, 5 SPÖ und 7 FPÖ.[10]
- Mit den Gemeinderats- und Bürgermeisterwahlen in Oberösterreich 2021 hat der Gemeinderat folgende Verteilung: 11 ÖVP, 7 SPÖ und 7 FPÖ.[11][12]

### Bürgermeister
Bürgermeister seit 1850 waren:
- 1850–1855 Michael Klausner
- 1855–1859 Leopold Bramberger
- 1859–1867 Johann Grassner
- 1867–1870 Georg Bramberger
- 1870–1873 Michael Brunner
- 1873–1879 Georg Bramberger
- 1879–1888 Wolfgang Kaipp
- 1888–1891 Josef Zaunmair
- 1891–1894 Michael Strassmair
- 1894–1896 Josef Zaunmair
- 1896–1897 Peter Laher
- 1897–1900 Michael Strassmair
- 1900–1903 Franz Achleitner
- 1903–1906 Michael Strassmair
- 1906–1909 Sebastian Krennhuber
- 1909–1912 Simon Strasser
- 1912–1919 Michael Lindinger
- 1919–1924 Franz Maringer
- 1924–1937 Mathias Zaunmayr
- 1937–1942 Johann Pimmingstorfer
- 1942–1945 Wolfgang Hofer
- 1945–1961 Johann Pimmingsdorfer
- 1961–1985 Josef Langeder
- 1985–2002 Michael Langeder (ÖVP)
- 2002–2021 Helmut Hechwarter (ÖVP)[14][15]
- seit 2021 Stefan Schöfberger (SPÖ)

### Wappen
Blasonierung:
„Zwischen zwei schwarzen Wellenflanken von Gold und Grün geteilt; oben eine rote, mit einem goldenen, oben gespitzten Pfahl, der mit drei roten, schwebenden Kreuzen bestickt ist, belegte Mitra mit zwei roten, nach oben geschwungenen Bändern; unten ein goldener, linksgewendeter, springender Hirsch.“
Die Gemeindefarben sind Gelb-Grün-Gelb.
Nach langem Wunsch der Gemeinde, ein eigenes Wappen führen zu dürfen, und der Genehmigung seitens des oberösterreichischen Landtages musste die Gemeindevertretung ein Symbol für die Wappendarstellung finden. Es wurden drei Entwürfe erstellt, wie z. B. eine Bischofsmütze, eine Kornähre, ein Hirsch und eine Flamme. Letztlich wurde aus den vorliegenden Entwürfen die gotische Schildform mit einer Mitra und dem Springenden Hirschen angenommen. Die Mitra bezieht sich auf den Kirchenpatron, den Heiligen Nikolaus. Der Hirsch stellt das Wappen des Geschlechtes Meurl aus Rechberg dar. Die beiden Wellenflanken symbolisieren die Rohölgewinnung im Gemeindegebiet.

## Persönlichkeiten

### Ehrenbürger der Gemeinde
- P. Edmund Forsthuber, Pfarrer in Ried von 1871 bis 1879 (Gemeinderatsbeschluss (GRB) vom 17. März 1879)
- Adolf Hager, Arzt in Ried von 1849 bis 1900 (GRB 19. März 1889)
- P. Richard Kohlendorfer, Pfarrer in Ried von 1885 bis 1907 (GRB 28. Juli 1895)
- Adolf Neuber, Leiter der Bezirkshauptmannschaft in Steyr (GRB 4. August 1918)
- Hans Steinmaurer, Gemeindearzt in Ried von 1908 bis 1936 (GRB 17. September 1922)
- David Wieser, Oberlehrer der Volksschule von 1898 bis 1924 (GRB 20. Juli 1924)
- P. Michael Gerstmair, Pfarrer zu Ried (GRB 15. April 1928)
- P. Karl Hochuber, Kooperator zu Ried (GRB 15. April 1928)
- Mathias Zaunmair, Bürgermeister zu Ried (GRB 29. Oktober 1933)
- P. Hermann Hahn, in Schlierbach (GRB 29. Oktober 1933)
- Johann Pimmingsdorfer, Bürgermeister zu Ried (GRB 16. August 1937)
- General Mark W. Clark, US-amerikanischer General (GRB 31. Juli 1946)
- Josef Minichmair, Vize-Bürgermeister zu Ried (GRB 17. August 1952)
- Johann Achleitner, Gemeindeausschußmitglied in Großendorf (GRB 17. August 1952)
- Josef Achleitner, Gemeindeausschußmitglied in Weigersdorf (GRB 17. August 1952)
- Franz Atzlinger, Gemeindeausschußmitglied in Pesendorf (GRB 17. August 1952)
- Hans Winkler, Gemeindearzt in Ried (GRB 23. August 1953)
- Josef Maxwald, Schmiedemeister in Ried (GRB 23. August 1953)
- P. Wolfgang Stadlbauer, Pfarrer zu Ried (GRB 11. Juli 1964)
- Franz Schimpl, Gemeindesekretär in Ried (GRB 7. März 1969)
- Franz Huebmer, Schulmeister in Ried (GRB 7. März 1969)
- Hans-Peter Hartmann, Gemeindearzt in Ried, wurde der Ehrenring der Gemeinde für besondere Verdienste verliehen

### Söhne und Töchter der Gemeinde
- Franz Reichleitner (1906–1944), Kriminalpolizist und SS-Führer
- Gottfried Nobl (1923–2017), Architekt und Dombaumeister
- Günther Greindl (* 1939), Berufsoffizier, zuletzt General
- Kaleen (* 1994), Tänzerin, Sängerin, in Ried im Traunkreis aufgewachsen